# جيمس أ يورك
جيمس أ. يورك (بالإنجليزية: James A. Yorke)‏ (ولد في 3 أغسطس 1941) هو باحث جامعي متميز في الرياضيات والفيزياء ورئيس سابق لقسم الرياضيات في جامعة ميريلاند.

## روابط خارجية
- الموقع في جامعة ميريلاند